# Letní olympijské hry 1936
XI. letní olympijské hry 1936 se konaly v německém Berlíně od 1. srpna do 16. srpna 1936. Většina soutěží se konala na říšském sportovišti s olympijským stadionem v centru. Zúčastnilo se 3 963 sportovců ze 49 zemí, což byl nový rekord v historii olympijských her.
Nejúspěšnějším sportovcem her byl americký atlet Jesse Owens, který získal čtyři zlaté medaile. Tři zlaté a jednu stříbrnou medaili získal gymnasta Konrad Frey, jenž se stal nejúspěšnějším německým atletem. Hry byly negativně poznamenané nacistickou propagandou.

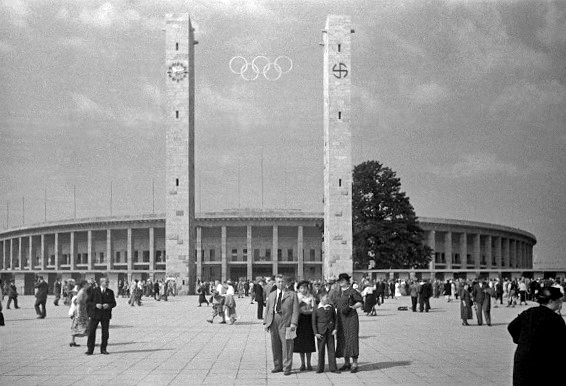
Berlínský stadion

## Kandidátská města
Už chystaná VI. olympiáda v roce 1916, jež se nakonec z důvodu vypuknutí první světové války nekonala, se měla pořádat v Berlíně. Po skončení války bylo ale Německo vyloučeno z olympijského společenství jako „oficiální válečný zločinec“. Tento zákaz byl odvolán až roku 1925. Od té doby se začal Německý olympijský výbor zabývat myšlenkou pořádání her v Berlíně. Theodor Lewald, předseda Německého olympijského výboru, ve svém dopise primátorovi Berlína Gustavu Bößovi z 25. února 1925 navrhoval znovu navrhnout Berlín jako pořadatelské město.
Na konci května 1930 se v Berlíně konal IX. olympijský kongres na němž byla představena kandidatura říšského hlavního města. Říšský ministr vnitra Joseph Wirth ve svém úvodním projevu ve velkém sálu Humboldtovy univerzity představil tento plán, aniž by blíže uvedl konkrétní sportoviště či potenciální rok konání her. Podání konkrétní žádosti pro hry v roce 1936 bylo ohlášeno až při večerním banketu v berlínské Červené radnici. Krom kandidatury Berlína byla ohlášena i kandidatura Alexandrie, Barcelony, Budapešti, Buenos Aires, Dublinu, Frankfurtu nad Mohanem, Helsinek, Kolína nad Rýnem, Lausanne, Norimberku, Ria de Janeira a Říma. O rok později, na 30. zasedání MOV v Barceloně byly ponechány přihlášky jen čtyř měst. Později byly ještě staženy kandidatury Budapešti a Říma, nakonec se tedy rozhodovalo mezi Barcelonou a Berlínem.

## Zajímavosti her
Poprvé byla zorganizována olympijská štafeta s ohněm z řecké Olympie. O pořádání her v Berlíně rozhodl MOV v roce 1931, tedy 2 roky před nástupem nacistů k moci. Pro překonání předchozích her v Los Angeles 1932 postavili Němci stadion se 100 000 kapacitou, 6 tělocvičen a mnoho dalších cvičišť.
Jako jedni z prvních na hrách Němci použili kamerový systém a rádiovou síť, která dosahovala 41 zemí. Dále bylo použito mnoho v té době velmi technologicky vyspělých prostředků. Tyto olympijské hry byly první, které poskytovaly živé televizní přenosy. Ty ovšem nebyly kvalitní a často se v nich vyskytovaly chyby.

### Olympia

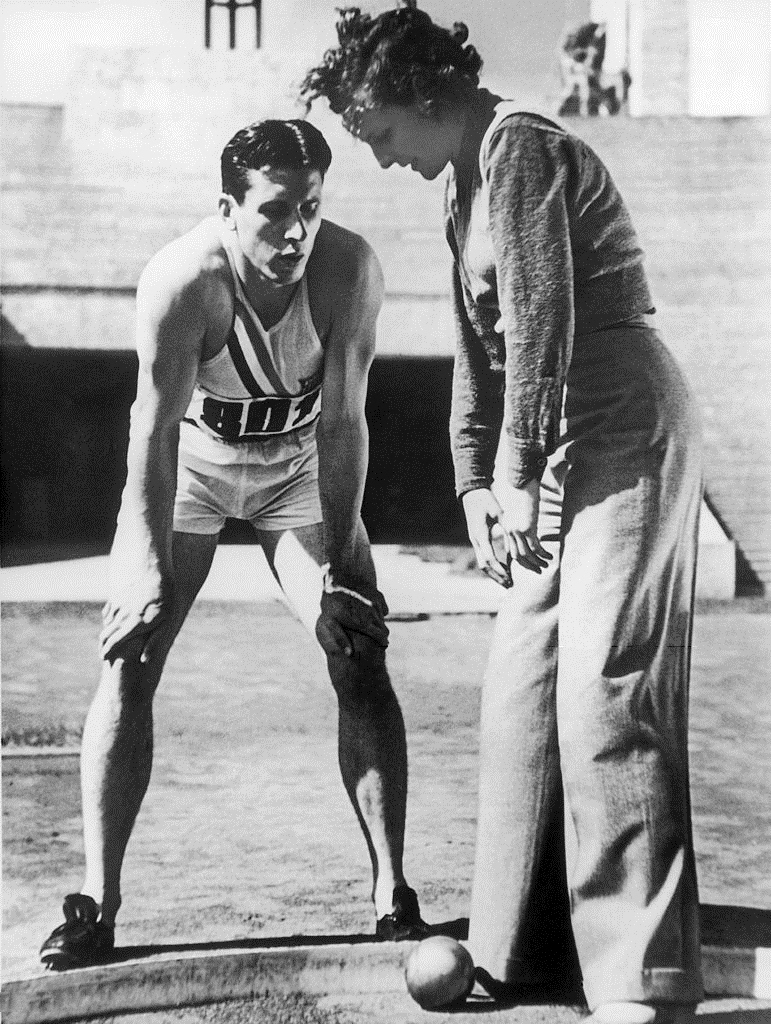
Leni Riefenstahlová na olympiádě 1936 (s desetibojařem Glennem Morrisem, USA)

Leni Riefenstahlová dostala za úkol od dr. Carla Diema, generálního sekretáře mezinárodního olympijského výboru, natočit dokumentární film o těchto hrách s názvem Olympia. Vzhledem k již dřívější spolupráci s německou propagandou Leni tuto nabídku přijala. Byly natočeny dva díly tohoto filmu, první s názvem Olympia 1. Teil — Fest der Völker (Festival národů) a druhý Olympia 2. Teil — Fest der Schönheit (Festival krásy). Byl to historicky první dokumentární film o olympijských hrách.
Pro tvorbu tohoto filmu založila Riefenstahlová společnost, ve které byla společně se svým bratrem společnicí. Finance obstaralo mimo jiné i německé ministerstvo propagandy. Ve filmu bylo použito velké množství revolučních filmových prvků a technik, které se později staly běžnými, jako například kamera na vozíku pohybující se po kolejnicích, podvodní kamera nebo nečekané kompozice a střihy a zpomalené záběry. Dílo je i přes politický kontext velmi kladně hodnoceno a objevuje se v mnoha prestižních top filmových listech, jako například „All-Time 100 Movies“.

## Politické aspekty

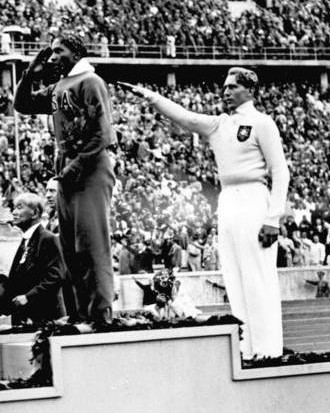
Jesse Owens (vlevo) a Luz Long (Německo, zdravící nacistickým pozdravem) na stupních vítězů, skok do dálky

Adolf Hitler viděl tyto olympijské hry jako velkou příležitost k propagaci nacistického Německa. Dle stranických novin NSDAP Völkischer Beobachter měl být původně zakázán start na hrách všem Židům a černochům. Když ovšem ostatní země pohrozily proti tomuto tahu bojkotem, Hitler ustoupil a povolil start všem etnikům a rasám.
Ve výsledku se Německo celkově snažilo prezentovat se jako mírumilovná země a podpořit tak svou myšlenku nacionalismu po celém světě. Důkazem toho například je, že z olympijské vesnice a dalších turisticky frekventovaných míst byly po dobu her odstraněny veškeré antisemitské nápisy typu „Židům vstup zakázán“. V době her byli také za účelem „vyčištění“ města všichni Romové žijící v Berlíně zatčeni a převezeni do „speciálního tábora“, Berlin-Marzahnského koncentračního tábora.
Šéf olympijského výboru USA Avery Brundage byl hlavním zastáncem konání her právě v Německu zastávaje názor, že "politika nemá ve sportu žádné místo".
Opakované vítězství černého atleta Jesseho Owense nad bílými bylo hořkou pilulkou pro nacistické pořadatele. Ti navíc museli s nelibostí sledovat, jak si Owens svým přátelským přístupem získal srdce obyčejných Němců. Rozporuplné reakce na jeho výkony byly zaznamenány také v německém pohraničí Československa, kam už postupně pronikala nacistická ideologie. Tehdy desetiletý Max von der Grün, žijící v příhraniční obci Pavlův Studenec, ve svých vzpomínkách uvádí, jak si spolu s ostatními kluky černého Američana zamilovali.
| „ | „Kdyby to slyšel učitel, tak by nám ty hry zakázal. Stejně nám ale zůstali dlužni odpověď, proč černoch, příslušník údajně »nižší« rasy, mohl dosahovat takových sportovních úspěchů.“ | “ |

### Antisemitismus
Žádní němečtí Romové a Židé nemohli po nařízení Německého olympijského výboru startovat na olympijských hrách. Kvůli tomuto tahu nemohli Německo reprezentovat sportovci jako čtyřnásobný držitel světového rekordu a desetinásobný mistr Německa ve vrhu koulí Lilli Henoch či atletka Gretel Bergmannová, která asi měsíc předtím stanovila světový rekord ve skoku vysokém (160 cm).
Dva američtí židovští sprinteři (jediní Židé v americkém týmu) Sam Stoller a Marty Glickman byli odvoláni ze závodu štafety na 4 × 100 metrů. To vedlo k debatám, že Brundage nechtěl Hitlera urazit výhrou olympijské medaile Židy.
Několik židovských sportovců z různých zemí, jako například Jihoafričan Sid Kiel nebo Američani Milton Green a Norman Cahners, se individuálně rozhodlo hry bojkotovat. Totéž učinil český sportovec židovského původu Oskar Hekš. Také sportovkyně Judith Haspelová (roz. Judith Deutsch), izraelská plavkyně narozená v Rakousku, rakouská rekordmanka ve volném stylu (1935), spolu s Ruth Langerovou a Lucií Goldnerovou odmítly reprezentovat Rakousko. Vznesly protest: „Odmítám se účastnit soutěže v zemi, která tak nestydatě pronásleduje můj lid.“

## Počet medailí podle údajů mezinárodního olympijského výboru
| Pořadí | Země                         | Zlato | Stříbro | Bronz | Celkem |
| 1      | Německo (GER)                | 33    | 26      | 30    | 89     |
| 2      | Spojené státy americké (USA) | 24    | 20      | 12    | 56     |
| 3      | Maďarsko (HUN)               | 10    | 1       | 5     | 16     |
| 4      | Itálie (ITA)                 | 8     | 9       | 5     | 22     |
| 5      | Finsko (FIN)                 | 7     | 6       | 6     | 19     |
| 5      | Francie (FRA)                | 7     | 6       | 6     | 19     |
| 7      | Švédsko (SWE)                | 6     | 5       | 9     | 20     |
| 8      | Japonsko (JPN)               | 6     | 4       | 8     | 18     |
| 9      | Nizozemsko (NED)             | 6     | 4       | 7     | 17     |
| 10     | Velká Británie (GBR)         | 4     | 7       | 3     | 14     |
| 11     | Rakousko (AUT)               | 4     | 6       | 3     | 13     |
| 12     | Československo (TCH)         | 3     | 5       | 0     | 8      |
| 13     | Argentina (ARG)              | 2     | 2       | 3     | 7      |
| 13     | Estonsko (EST)               | 2     | 2       | 3     | 7      |
| 15     | Egypt (EGY)                  | 2     | 1       | 2     | 5      |
| 16     | Švýcarsko (SUI)              | 1     | 9       | 5     | 15     |
| 17     | Kanada (CAN)                 | 1     | 3       | 5     | 9      |
| 18     | Norsko (NOR)                 | 1     | 3       | 2     | 6      |
| 19     | Turecko (TUR)                | 1     | 0       | 1     | 2      |
| 20     | Indie (IND)                  | 1     | 0       | 0     | 1      |
| 20     | Nový Zéland (NZL)            | 1     | 0       | 0     | 1      |
| 22     | Polsko (POL)                 | 0     | 3       | 3     | 6      |
| 23     | Dánsko (DEN)                 | 0     | 2       | 3     | 5      |
| 24     | Lotyšsko (LAT)               | 0     | 1       | 1     | 2      |
| 25     | Rumunsko (ROU)               | 0     | 1       | 0     | 1      |
| 25     | Jihoafrická unie (RSA)       | 0     | 1       | 0     | 1      |
| 25     | Jugoslávie (YUG)             | 0     | 1       | 0     | 1      |
| 28     | Mexiko (MEX)                 | 0     | 0       | 3     | 3      |
| 29     | Belgie (BEL)                 | 0     | 0       | 2     | 2      |
| 30     | Austrálie (AUS)              | 0     | 0       | 1     | 1      |
| 30     | Filipíny (PHI)               | 0     | 0       | 1     | 1      |
| 30     | Portugalsko (POR)            | 0     | 0       | 1     | 1      |
| Celkem | Celkem                       | 130   | 128     | 130   | 388    |

## Československo na LOH 1936
Českoslovenští sportovci na těchto olympijských hrách získali celkem 3 zlaté, 5 stříbrných medailí. O ty zlaté se zasloužilo družstvo v rychlostní kanoistice v disciplíně C2 na 10 000 metrů a C2 na 1 000 metrů. Třetí zlatou medaili přidal sportovní gymnasta Alois Hudec v disciplíně kruhy.
Dodatečně (po odvolání) získalo Československo bronzovou medaili v jezdectví; v prosinci 1936 informoval tisk, že po protestu polského mužstva (které původně nebylo klasifikováno) byl výsledek československého odvolání zrušen a Československo se opět posunulo na čtvrté místo.

### Film
- Hitlerovi šampioni; režie: Jean-Christophe Rosé; historický dokument; Francie, 2016, 2x52 min
- Barva vítězství; režie Stephen Hopkins; životopisné drama; USA, 2016, 134 min